# Государственное знамя Российской империи

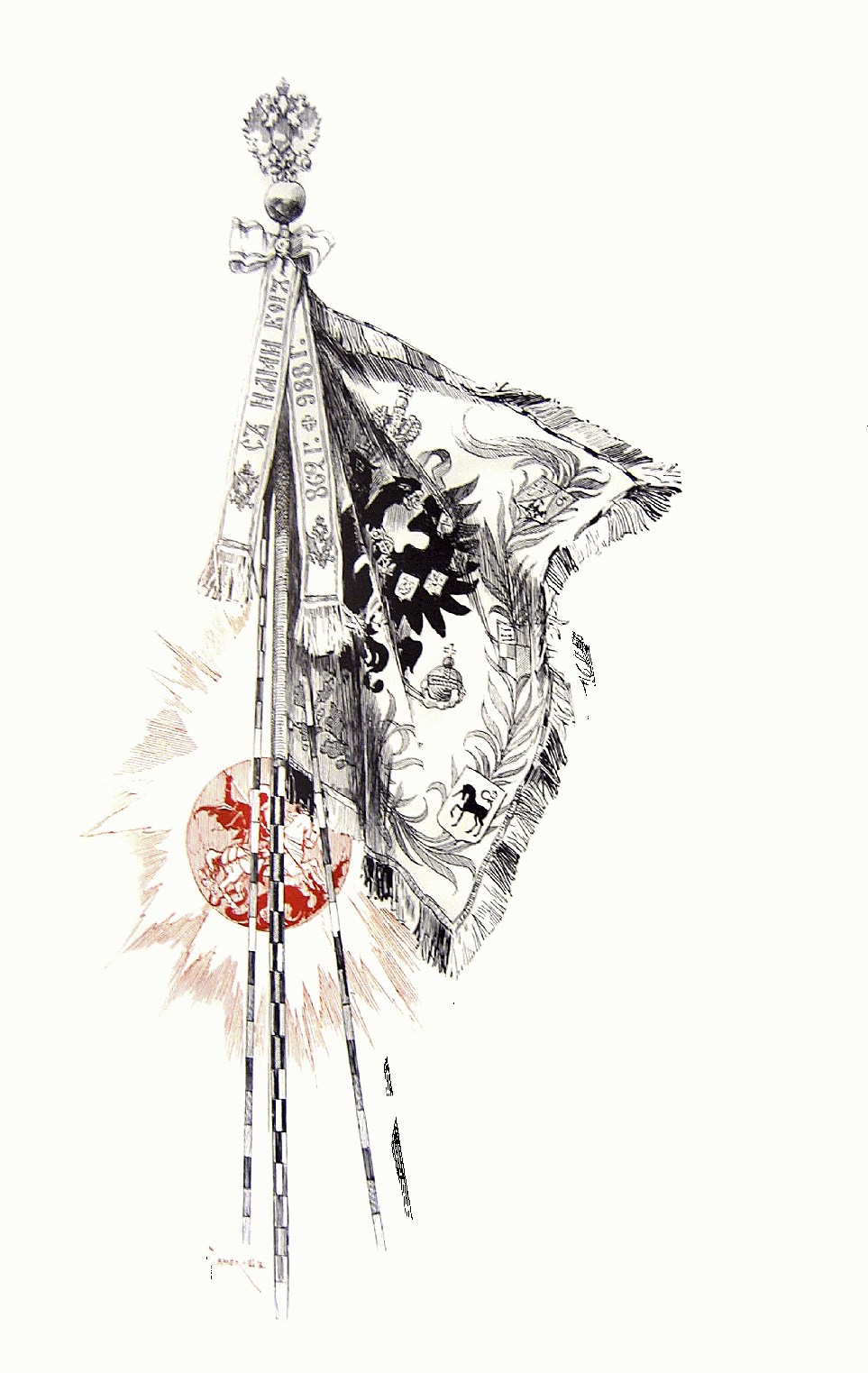
Н. С. Самокиш. Государственное знамя. Иллюстрация из первого тома Коронационного сборника, 1899 год

Государственное знамя Российской империи — являлось одной из государственных регалий Российской империи, наряду с Большой императорской короной, скипетром, державой, государственной печатью, государственным мечом и державным щитом. Оно использовалось на торжественных церемониях — коронациях и погребениях императоров и др.
Всего за время существования Российской империи было изготовлено четыре государственных знамени. Они представляли собой жёлтое (золотое) полотнище, на котором помещались изображения чёрного двуглавого орла по центру и титульных гербов российского императора по краям. Все государственные знамёна хранятся в Оружейной палате в Москве.

## История

### Первое знамя

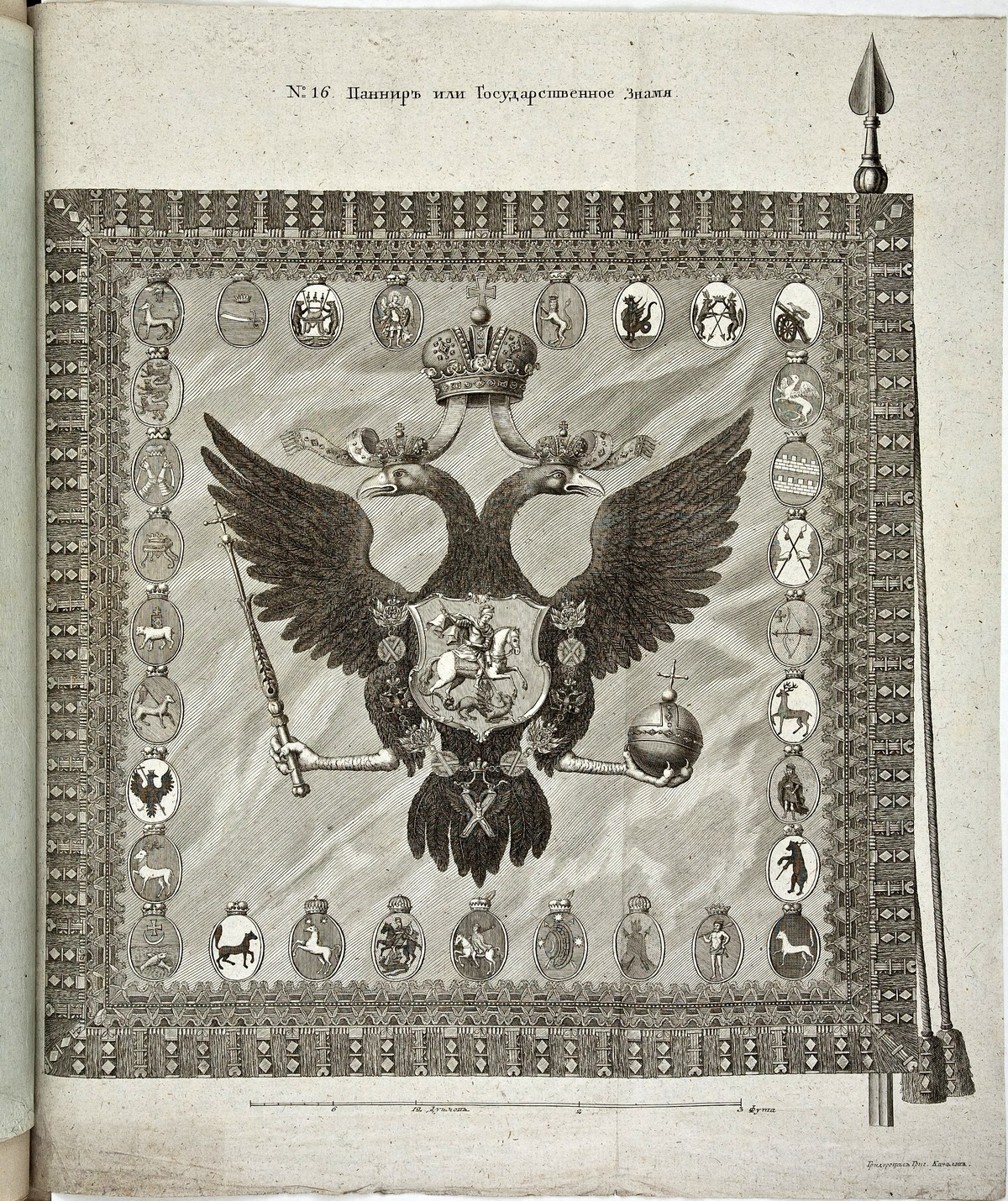
Первое государственное знамя, изготовленное при императрице Елизавете Петровне (1742 год)

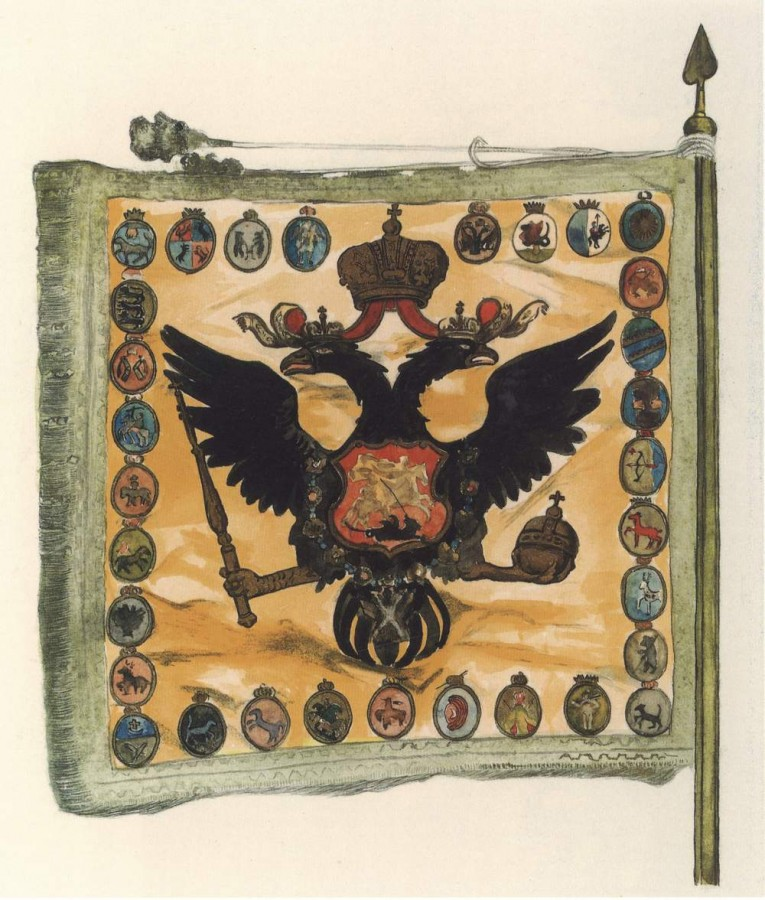
Государственное знамя, изменённое при императоре Николае I

В 1742 году в связи с предстоящей коронацией Елизаветы Петровны было изготовлено первое Государственное знамя — жёлтое полотнище с изображением на обеих его сторонах императорского герба (чёрного двуглавого орла) в окружении овальных щитков с территориальными (земельными) гербами. Знамя имело специальное древко. Рисунок Государственного знамени выполнил живописец Иван Вишняков.
К коронации Николая I (22 августа 1826 года) знамя несколько переделали: до этого одинаковые лицевая и оборотная стороны стали различными, так как некоторые земельные гербы были заменены.

«Четыреугольное, равностороннее, мерою въ стороне 2 аршина; полотно двойное изъ желтого атласа; на немъ изображенъ золотом и красками черный двуглавый орелъ, съ тремя коронами, держащій въ правой лапе золотой скипетръ, въ левой такую же державу; на груди орла изображенъ Московскій гербъ; на красномъ поле Георгій Победоносецъ, сидящій на беломъ коне, поражающій копіемъ дракона; вокругъ щита цепь ордена св. Андрея Первозваннаго; по краямъ полотна расположены коймою гербы царствъ, княжоствъ и областей; при постройке знамени написаны были; гербы царствъ и областей, входившихъ въ полный титулъ Императрицы Елисаветы Петровны; на верхней койме написайы были гербы Кіевскій; Владимірскій, Новогородскій, Царствъ Казанскаго, Астраханскаго и Сибирскаго, гербъ Великаго Княжества Смоленскаго, и Псковской; на боковыхъ коймахь гербы Эстляндскій, Лифляндскій, Корельскій, Ольденбургскій, Тверской, Югорскій; Пермскій, Вятскій, Болгарскій, Нижняго Новгорода, Северскія земли, Черниговскій, Ярославскій и Белозерскій; на нижней койме Удорскій, Обдорскій, Кондійскій, Иверскія земли, Карталинскій, Грузинскій и Черкасскихъ и Горскихъ земель; гербы эти повторяются и на другой стороне знамени.
Передъ Коронаціею Императора Николая Павловича некоторые изъ гербовъ были закрашены; и вместо ихъ написаны гербы областей, вошедшихъ въ составь русскаго государства после 1762 года; такъ, съ одной стороны: вместо Владимірскаго герба написанъ былъ гербъ Херсониса Таврическаго, вместо Сибирскаго гербъ Княжества Литовскаго, вместо Астраханскаго — Курляндскій, вместо Смоленскаго — Подольскій, вместо Тверскаго — Волынскій, вместо Рязанского — Семигалъскій; на другой стороне: вместо герба Казанскаго — Витебскій, вместо Новгородскаго — Мстиславскій, вместо Эстляндскаго — Полоцкій, вместо Ингерманландскаго — Белостокскій, вместо Витебскаго — Сторманскій, вместо Ростовскаго — Дитмарсенскій, вместо Иверскаго — Голстинскій, и вместо Грузинскаго — Норвежскій, и такимъ образомъ составился полный титулъ Императора — Николая Павловича, который следуетъ читать такъ: Императоръ и Самодержецъ Всероссійскій, Московскій, Кіевскій, Владимірскій, Новгородскій, Царь Казанскiй, Царь Астраханскій, Царь Сибирскій, Царь Польскій, Царь Херсониса Таврическаго; Великій Князь Смоленскій, Литовскій, Волынскій, Подольскій, и Финляндскій, Князь Эстляндскiй; Лифляндскій, Курляндскiй и Семигальскій, Самогитскій, Белостокскій, Корельскій, Тверской, Югорскій, Пермскiй, Вятскій, Государь и Великій Князь Новагорода Низовскія земли, Черниговскій; Рязанскій, Полоцкій, Ростовскій, Ярославскій, Белозерскій, Удорскій, Обдорскій, Кондійскій, Витебскій, Мстиславскій; Государь Иверскія, Карталинскiя, Грузинскія й Кабардинскія земли, и Армянскія области, Черкасских и Горскикъ Князей Государь; Наследникъ Норвежскій, Герцогъ Шлезвигъ—Голстейнскій, Сторманскій, Дитмарсенскій и Ольденбургскій. По знамени нашитъ серебряный золоченый галунъ съ кружевною кромкою, и пришіта серебряная золоченая бахрама. Древко шестигранное, золоченое. Навершье состоитъ изъ медныхъ, золоченыхъ яблока и копья…»— Описание из Реестра Оружейной палаты. XIX век

### Второе знамя
Второе Государственное знамя создали под руководством геральдиста Б. В. Кене к коронации императора Александра II в 1856 году.

ГОСУДАРСТВЕННОЕ ЗНАМЯ из золотого глазета, с обеих сторон государственный герб, писанный красками; бахрома витая из золота, серебра и чёрного шелка. Голубая лента ордена Св. Андрея Первозванного укреплена вверху бантом; концы ленты украшены с обеих сторон двуглавыми серебряными позолоченными орлами; от них вверх идут подписи, шитые золотом; на одном: «С нами Бог» и годы начала государства Русского (862) и принятия христианской религии (988); на другом: «С нами Бог» и годы принятия герба Восточной империи (1497) и титула Всероссийской империи (1721). На банте медальон с серебряным золочёным орлом; от банта висят две трёхцветные кисти. На древке серебряное позолоченное яблоко; на нём двуглавый орёл серебряный же, покрытый эмалью; при древке ручки в серебряной позолоченной оправе, расписаны тремя цветами. Знамя прикреплено к древку серебряными пуговицами на золотом галуне; кругом его золотая трёхцветная обшивка. При знамени перевязи, покрытые глазетом с трёхцветною каймою и подложенные малиновым бархатом.— Государственное знамя, меч и щит. — А. Ф. Вельтман, Московская Оружейная палата
Новое Государственное знамя заменило прежнее обветшалое и было освящено в Оружейной палате в присутствии императора Александра II. Оно представляло собой жёлтое полотнище, на котором изображался чёрный двуглавый орёл, увенчанный тремя коронами. На груди орла находился Московский герб. По краям герба помещалась цепь ордена Святого Андрея Первозванного. На крыльях орла появилось восемь щитов с титульными гербами Российской империи:
- герб царства Казанского;
- герб царства Польского;
- герб Херсониса Таврического;
- гербы великих княжеств — Новгородского, Киевского и Владимирского;
- герб Великого княжества Финляндского;
- герб Грузинского царства;
- герб царства Сибирского;
- герб царства Астраханского.

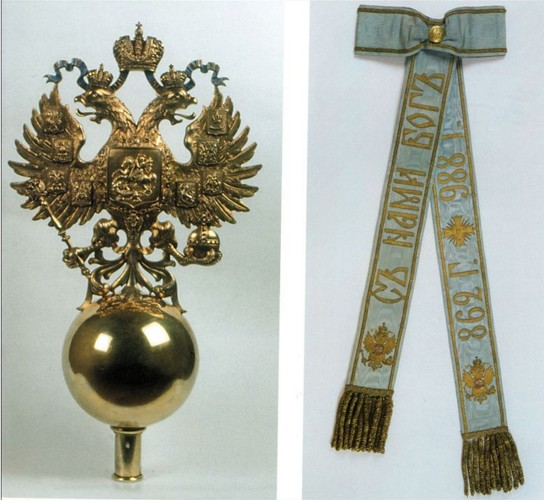
Навершие и Андреевская лента Государственного знамени

По краям знамени помещались две зелёные ветви. На лицевой стороне слева — дубовая, а справа — пальмовая. На ветвях изображались семь щитов с гербами (лицевая сторона).
Справа (сверху вниз):
- гербы княжеств и областей Великороссийских;
- гербы Полоцкого, Витебского и Мстиславского княжеств;
- гербы областей Прибалтийских.

Слева (сверху вниз):
- гербы княжеств и областей Юго-Западных;
- гербы княжеств и областей Литовских и Белорусских;
- гербы Северо-Восточных областей.

Внизу (посередине):
- Родовой Его Императорского Величества герб.

Древко знамени, кайма и бахрома имели чёрный, жёлтый и белый государственные цвета. Древко было увенчано золотым яблоком (державой) с государственным орлом. К знамени добавилась голубая лента ордена Святого Андрея Первозванного, крепившаяся бантом на древке ниже навершия, с датами на ней:
- «862» — основание Русского государства[2], именно под этим годом в «Повести временных лет» указано начало княжения трёх братьев — Рюрика, Синеуса и Трувора;
- «988» — крещение Руси[2];
- «1497» — год принятия герба Восточной империи[2], в другом источнике — принятие царского титула[3];
- «1721» — принятие Петром I императорского титула.

На Андреевской ленте был также вышит девиз Российской империи: «Съ нами Богъ!».

Государственное знамя Российской империи 1883 года

### Третье и четвёртое знамёна
Третье знамя изготовили в 1883 году к коронации Александра III (расписано художником Белашевым).
Четвёртое по счёту Государственное знамя появилось в 1896 году к коронации Николая II. Оно было выполнено из золотой ткани, только использовалась не роспись, а шитьё. При этом гербы по краям знамени шли в определённом порядке.
Слева от зрителя (сверху вниз):
- герб княжеств и областей Великороссийских;
- герб княжеств и областей Белорусских и Литовских;
- герб Северо-Восточных областей.

Справа (сверху вниз):
- герб княжеств и областей Юго-Западных;
- герб областей Прибалтийских;
- герб Туркестанский.

Внизу (посередине):
- Родовой Его Императорского Величества герб.

Четвёртое знамя имело навершие, выполненное мастером фирмы «Фаберже» Ю. А. Раппопортом.

## Использование
Государственное знамя присутствовало при коронациях и погребениях императоров и императриц с 1742 года. Также оно находилось на церемонии торжественного открытия Государственного совета и Государственной думы в Георгиевском (Тронном) зале Зимнего дворца 27 апреля (10 мая) 1906 года.

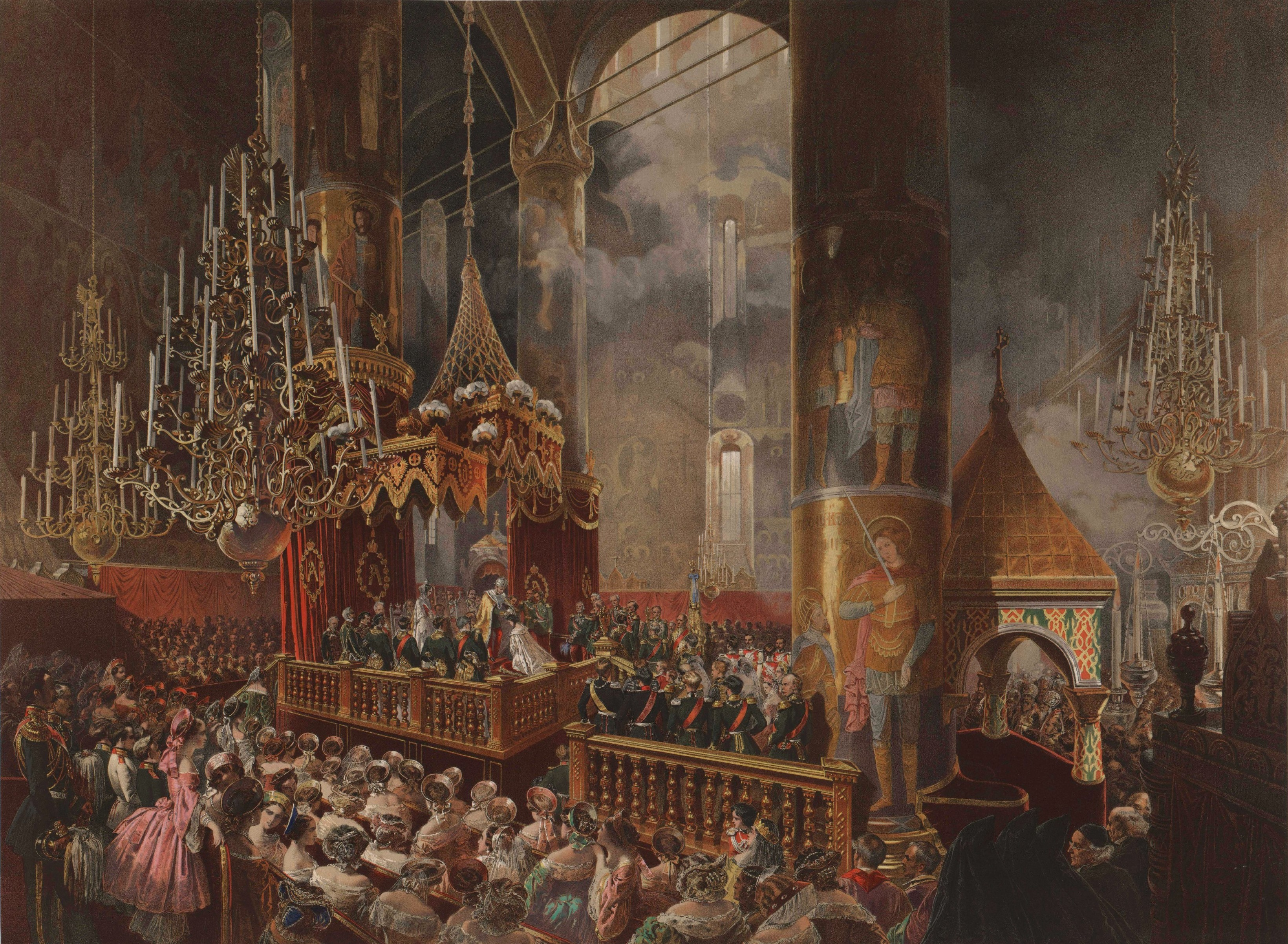
Коронация Александра II в Успенском соборе Московского Кремля 26 августа (7 сентября) 1856 года (знамя изображено правее императора). Картина Михаила Зичи
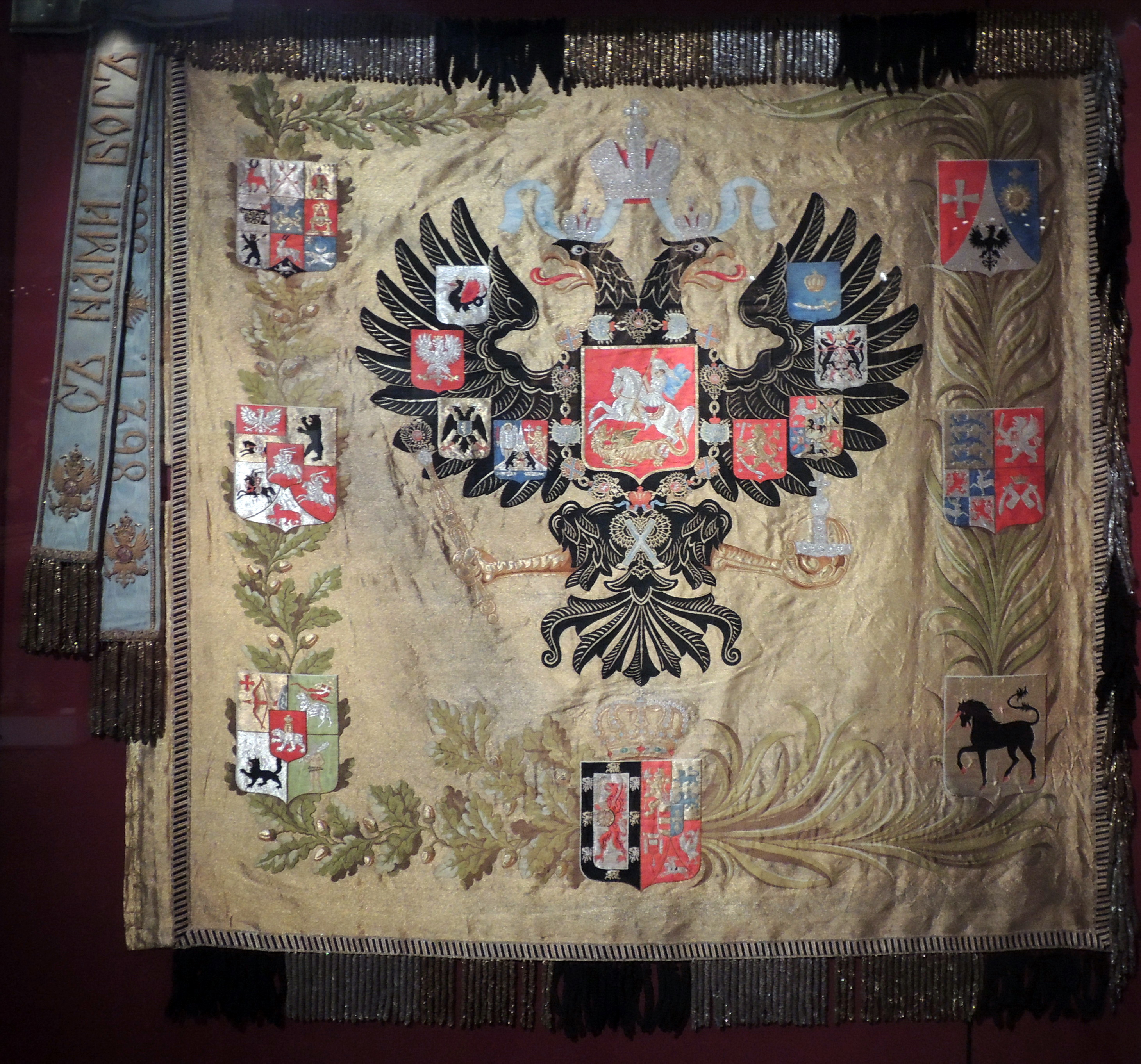
Государственное знамя Российской империи 1896 года
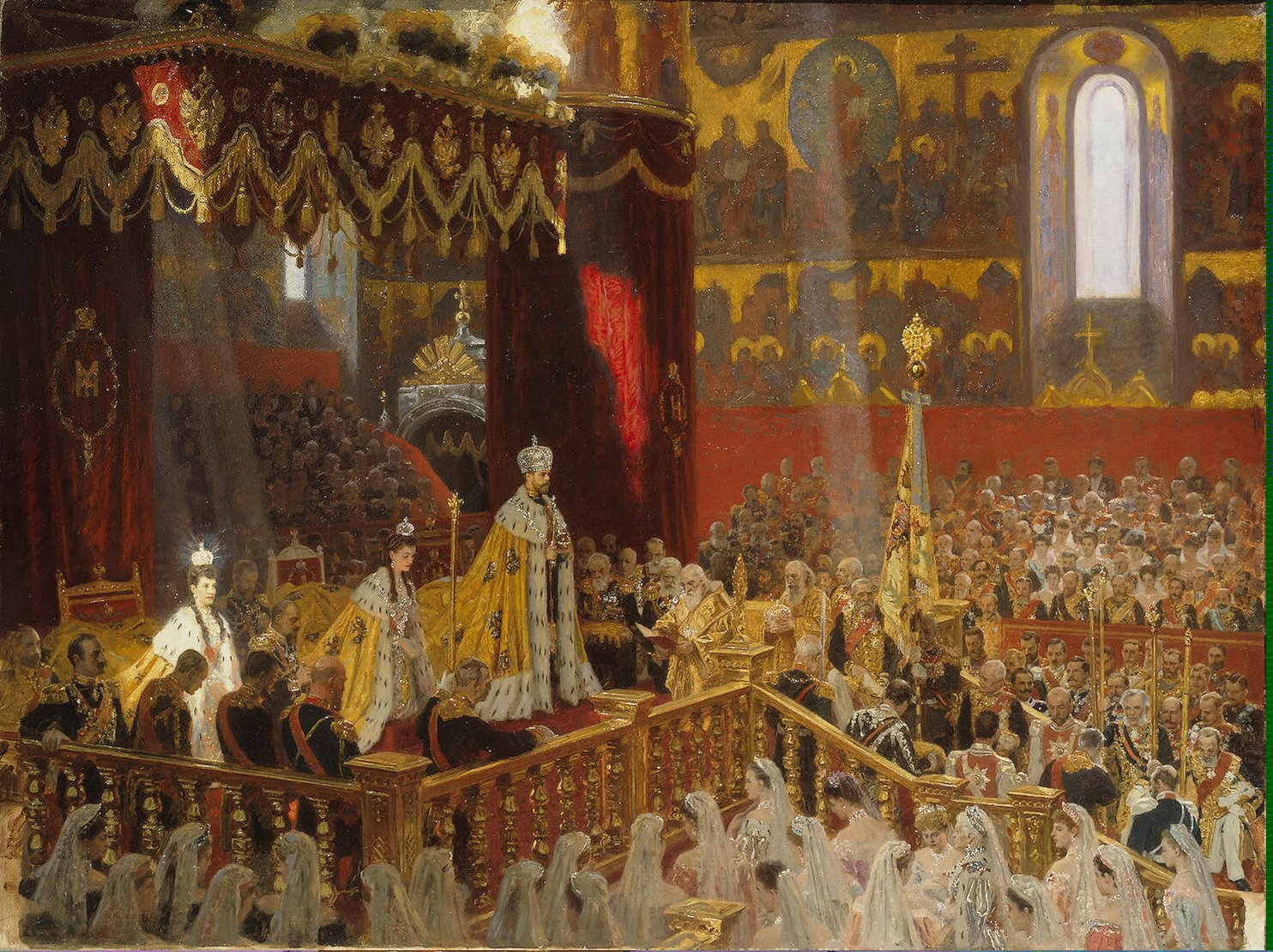
Коронация Николая II в Успенском соборе Кремля 14 (26) мая 1896 года (знамя правее императора). Картина Лаурица Туксена
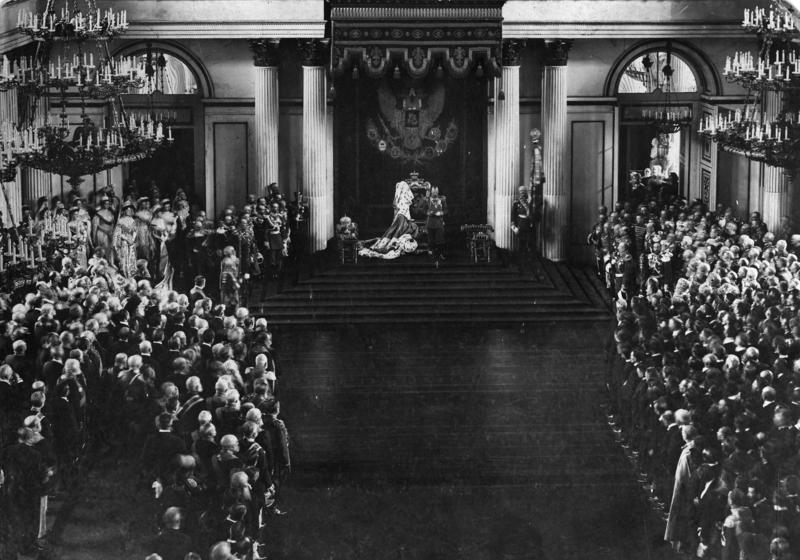
Торжественное открытие Государственного совета и Государственной думы (знамя справа от императора)